# Adamuz
Adamuz ist eine Gemeinde mit 4.091 Einwohnern (Stand: 2024) in der Provinz Córdoba in Andalusien.

## Lage
Die Gemeinde Adamuz liegt in der Region Alto Guadalquivir. Adamuz ist 30 km von Córdoba, 39 km von Villanueva de Córdoba und 13 km von Pedro Abad entfernt.

## Geschichte
Zu Adamuz gehört das Dorf Algallarín. Es wurde als Modelldorf von dem modernistischen Architekten Carlos Arniches entworfen und in den 1950er Jahren erbaut.

## Bevölkerungsentwicklung
| Bevölkerung | Bevölkerung | Bevölkerung | Bevölkerung | Bevölkerung | Bevölkerung | Bevölkerung | Bevölkerung | Bevölkerung | Bevölkerung |
| 1842        | 1900        | 1950        | 1960        | 1970        | 1980        | 1990        | 2000        | 2010        | 2020        |
| ----------- | ----------- | ----------- | ----------- | ----------- | ----------- | ----------- | ----------- | ----------- | ----------- |
| 2.640       | 4.359       | 5.365       | 6.718       | 5.222       | 4.380       | 4.528       | 4.330       | 4.416       | 4.136       |

## Persönlichkeiten
- Andrés Cuenca (* 2007), Fußballspieler